# Lista över hälsingespelmän
Detta är en lista över spelmän som var eller är viktiga för spelmanstraditionerna i Hälsingland. Den "äldre tidens" spelmän är sorterade efter låt-område. Mer fakta hittas i dokumentet "Folkmusik från Hälsingland". 

## Äldre spelmän (födda före 1920)

### Norra Hälsingland: Nordanstig: Bergsjö, Gnarp, Hassela, Ilsbo, Rogsta, Jättendal, och Harmångers socknar
- Erik Fors, Bergsjö (farfar till Jon-Erik Hall)
- Korp-Erik Olsson , Korpåsen, Hassela (far till Katrina Lundstedt)
- Blind-Pelle Selander, Bergsjö (brorson till Hultkläppen)
- Daniel Frid Johansson, "Frid-Daniel" (1866–1947), Bergsjö (elev till Hultkläppen)
- Lars-Erik Forslin (1885–1973), Bergsjö (Zornmärket i guld, spelade bland andra med Jon-Erik Hall)
- Hultkläppen, Bergsjö och Hassela
- Jon-Erik Hall, Bergsjö och Hassela (både traditionell och förnyare med Zornmärket i guld)
- Signe Hall (1907-), Ede, Bergsjö (folksångerska, inspelad av Svenskt visarkiv)
- Hag-Karolina Hansdotter (1886–1960), Bergsjö (durspel)
- Per Larsson, Fiskvik, Bergsjö (munspel)
- Klockar-Ljung (1741–1780), Bergsjö
- Johan-Erik Lood, Hassela (far till Gunhild Lööv, tremänning till Jon-Erik Öst)
- Katrina Lundstedt, Korpåsen, Hassela
- Per Orsa (Pelle Spelman), Jättendal och Rogsta
- Gammelbo-Lars Andersson (1820–1907), Bergsjö
- Lars-Olof Larsson (1873–1961), Bergsjö (son till Gammelbo Lars)
- Helmer Larsson (1909–1991), Bergsjö (sonson till Gammelbo Lars, inspelad av Svenskt visarkiv)
- Gunhild Lööv (1907–), Hassela (riksspelman, lyssnade mycket på hasselaspelmän som fadern Johan-Erik Lood, Jon-Erik Hall och Edvard Strid)
- Per Majström, Bergsjö (föregångare till Lars-Erik Forslin)
- Helge Nilsson, Bergsjö (Zornmärket i guld)
- Tore Näsman, Hassela (spelade både gamla och nyare låtar på dragspel, spelade med bland andra Edvard Strid, Jan-Erik Udd och Wiktor Öst)
- Jonas Persson Wik, "Pusten", Rogsta
- Pelle Schenell (1855–1947), Gnarp (både traditionell och förnyare, Zornmärket i guld, spelade bland andra med Jon-Erik Hall och Thore Härdelin)
- Skrômtarn' (1761–1823), Bergsjö
- Edvard Strid (1887–), Hassela (fiol och tramporgel, spelade med bland andra läromästaren Jon-Erik Hall sonen Erik Strid och systersonen Tore Näsman, var föregångare och svåger till Gunhild Lööv)
- Brita Widholm (1885–), Bjuråker och Hassela (folksångerska, inspelad av bland andra Svenskt visarkiv)
- Jonas-Petter Öst (1867–1948)
- Wiktor Öst (1895–1947), Bergsjö (son till Jonas-Petter Öst, kusin till Jon-Erik Öst, förnyare)
- Nisse Östman (1879–1964), Västanbäck, Rogsta (låtar efter bland andra Pusten och "Kolmo-Olle", inspelad av Helge Nilsson)
- Konstantin Dahlgren (1899–1981), Gnarp
- Ragnar Dahlgren (1907–1982), Gnarp

### Norra Hälsingland: Dellenbygden: Bjuråker, Delsbo, Norrbo och Forsa socknar
- Olle Andersson
- Mattias Blom, Delsbo och Bjuråker
- Janne Ellström (1885–1979), Forsa (inspelad av bland andra Svenskt visarkiv)
- Krok-Johan Eriksson (1897-1971), Norrbo[förtydliga]
- Grubb Anders Jonsson, Bjuråker och Delsbo
- Ida Gawell-Blumenthal ("Delsbostintan"), Arbrå, senare Delsbo (spilåpipa och sång)
- Nils Hägg, Bjuråker
- Sven Härdelin, Delsbo (Zornmärket i guld)
- Thore Härdelin (Zornmärket i guld)
- Thuva Härdelin, Delsbo
- "Kolmo-Olle" (cirka 1850–), Hög (lärt låtar av bland andra Pusten och var föregångare till Nisse Östman)
- Erik Ljung "Kusen", Delsbo
- Loka-Brita, Delsbo
- Jonas Mosell, Delsbo
- Ernst Nikolaus Nilsén, "Glada Nisse" (1873–1936), Hudiksvall (munspel)
- Axel Nordgren, Delsbo
- Hilding Nordin (1906–), Forsa
- Petrus Norman  (1885–1951), Forsa och Hälsingtuna
- August Nyholm, Delsbo
- Jonas Olsson, "Finn-Jonke" (1886–), Delsbo (spelade ofta med Jon-Erik Hall och Thore Härdelin)
- Erik Strid (son till Edvard Strid)
- "Riddar-Lasse" (föregångare till Carl Sved)
- Carl Sved, Delsbo
- Per Söderblom, Delsbo
- Jans-Erik Udd (1873–1957), Hassela (föregångare till bland andra Tore Näsman)
- Sven Åkerström (1910–1988), Forsa (förnyare)

### Norra Hälsingland: Ljusdal, Hennan, Färila, Ramsjö, Los
- Mårten Andersson "Ers-Lars Mårten" (1846–1929), Tälle, Ljusdal (den siste "gammelspelmannen" i Ljusdals socken)
- Jonas-Erik Bergsman, "Bärsman", (1887–1969) Ljusdal, senare Gnesta (dock mestadels låtar från Bergsjö och Bjuråker)
- Erik Bergsman, Ljusdal, senare Stockholm (son till Jonas Erik Bergsman)
- Thore Bergsman, Ljusdal, senare Stockholm (son till Jonas Erik Bergsman)
- Manne Bergström, Kårböleskog/Ljusdal
- Back-Erske (1800-talet), Måga, Ljusdal
- Finn-Pelle (1800-talet), Kämsta, Ljusdal
- Johannes Johansson, "Bomma-Johanne" (1800-talet), Holänna, Ljusdal
- Jonas Olsson, "Pick-Jonke", Hennan
- Viktor Olsson, Kårböle
- Oskar Smeback (1903–1979), Kårböle
- Börs-Jonas Persson (1882–), Sörvälje, Ljusdal (enradigt dragspel)
- Frans Eriksson (1869–1900), "Frans på Los/Hässjaberg" (ligger begraven på Klara kyrkogård i Stockholm)
- "Hurtigs-Pelle"
- August Nilsson, (1875–1955), Kårböleskog
- Harry Nilsson, (1899–1970), Kårböleskog
- Olof Olsson (1855–1933), Hovra

### Mellanhälsingland: Järvsö och Undersviks socknar
- Abraham Abrahamsson, "Tåss-Abraham",Tå och Föränge, Järvsö
- Hans Andersson, "Tysk-Hans", Säljesta, Järvsö (senare i Hybo)
- Johan Erik Andesson Ling, "Gammel-Ling", Grönås och Prästvallen, Järvsö
- Jonas Andersson, "Anners-Larsas Far'n" (1873–1965), Nordsjö, Järvsö
- Johan Andersson Rosén, "Gammel-Rosén", Nordsjö, Järvsö
- Olof Andersson, "Flur-Olle", Hästberg, Järvsö
- Olof Andersson Norman, "Normans Olle", Nor, Järvsö
- Olof Andersson, "Högmyr Olle", Offerberg, Undersvik
- Olof Andersson, "Ol-Annersa", Djupa, Undersvik
- Johan Andersson Strid, Lövvik, Undersvik
- Oskar Bergqvist, Öje och Sörvåga, Järvsö (både traditionellt och modernare, bror till Edvin och Gunnar)
- Edvin Bergqvist, Öje, Järvsö (både traditionellt och modernare, bror till Oskar och Gunnar, finns inspelad på Svenskt visarkiv)
- Gunnar Bergqvist, Öje, Järvsö (dragspel, bror till Edvin och Oskar)
- Bröderna Bergqvist (Edvin, Oskar och Gunnar Bergqvist ovan, kallades även "Bergqvistarna", spelade in ett antal 78-varvare)
- Olof Olsson Bull, "Olle Bull", Djupa, Undersvik, senare
- Lars Olsson Bull, "Lars Bull", Djupa, Undersvik
- Jonas Dahl (1839-1923), Södra Kyrkbyn, Undersvik (klarinett och fiol)
- Jonas Eriksson, "Tjärn-Jonke", Ede, Järvsö
- Per Olof Eriksson, "Hälla-Per", Våga, Järvsö
- Simon Eriksson, "Simme", Simeå, Undersvik
- Erik Emanuel Eriksson, "Manne", Ede, Järvsö
- Erik Persson Fernmalm, "Olars-Erik, Säljesta, Järvsö (inspelad)
- Per Olof Frank, "Franka-Pelle", Nordsjö, Järvsö
- From-Olle, Olof Jonsson From, Sjövästa och Boda, Järvsö
- Maths Matsson Stenlund, Stene, Järvsö
- Andreas Frost, "Teodors Anders", Tå och Grönås, Järvsö
- Erik Mathias Forsgren, Nordsjö, Järvsö (klarinettist)
- Johannes Glad, Skästra, Säljesta och Vålsjö, Järvsö
- Hans Hansson, "Lill-Hans" (1823-1887), Stråsjö, Järvsö (elev till From-Olle)
- Anders Hansson Lif, "Liv-Ante" (1829–1905), Boda, Järvsö (elev till From-Olle)
- Lars Hult d.y., "Hult-Lasse", Tällby, Undersvik
- Anders Höök, Djupa, Undersvik
- Per Olov Olsson Hagel, Offerberg och Lövvik,Undersvik, urmakare och spelman
- Pehr Jonsson, "Blind-Pelle", Sörby, Järvsö
- Johan Johansson Flink, "Flinka-Johane" (1827–1905), Myra, Järvsö (elev till From-Olle)
- Johan Johansson, "Aspa-Johan", Prästvallen och Karsjö, Järvsö
- Olof Jonsson, "Jönsagubben" (1816–1899), Simeå, Undersvik (elev till From-Olle)
- Lars Karlsson, "Risa-Lasse", Sörby, Järvsö
- Gustaf Kjellberg, Säljesta, Järvsö (far till Eiwor Kjellberg)
- Per Larsson Pys, "Pysen", Vålsjö, Järvsö
- Mickel Larsson, Tjärn-Mickel, Ulvsta och Älvsäätra, Järvsö
- Edwin Lindström, Skästra, Järvsö
- Markus Lindahl, Österrike, Järvsö
- Ingrid Lindahl, "Linds Inga", Österrike, Järvsö
- Olof Ling, "Lingarn",Grönås och Bondarv, Järvsö
- Pehr Nilsson, "Pensarvs Pelle", Gartsbo och Förnebo, Järvsö
- Per Olsson, "Pell-Pers Pelle", Sörby och Kåsjö, Järvsö
- Theodor Olsson, "Tedde", Vålsjö, Järvsö (förnyare)
- Pehr Pehrsson, "Lappmyrgubben" (1839–1913), Hiklack (Hedklack), Järvsö (elev till From-Olle)
- Olof Pehrsson, "Hansa-Olle", Sörby, Järvsö
- Erik Pehrsson, "Lim-Erik", Limatorpet, Fluren, Undersvik
- Anders Persson, "Tjock-Anders", Stene, Järvsö
- Anders Stenbom, Kramsta, Järvsö
- Jonas Skoglund d.y., Kramsta, Järvsö
- Erik Skoglund Wiger, "Skomakare Wiger", Kramsta och Boda, Järvsö
- Fredrik Winblad von Walter (1857–1951), Österrike, Järvsö
- Ester Jonsdotter Öst, Djupa, Undersvik (fru och spelkamrat till Jon-Erik Öst)
- Erik Öder, "Öders Erske", Nordsjö, Järvsö
- Maths Matsson Stenlund, Stene, Järvsö

### Mellersta och sydvästra Hälsingland: Voxnadalen och Arbrå socknar
- Per Andersson, "Per på Böle" (1838–1914), Östra Kyrkbyn, Arbrå (föregångare till Tulpans Anders Olsson och Hans "Pajas" Wahlman)
- Mauritz Callmyr, Alfta
- Erik Eriksson, "Vindbacks Erik", Koldemo, Arbrå
- Jon Ersson, Koldemo, Arbrå (spelkamrat till Lillback Olof Olsson)
- Lars Fredriksson (1870–1946), Hov, Vallsta, Arbrå (spelade bland annat med Erik Löf, Lillback Anders Olsson och Johan Hall)
- Johan Hall (1900-1988), Bogården, Arbrå (spelade bland annat med Lars Fredriksson)
- Henning Larsson, Vallsta, Arbrå
- Erik Löf, Arbrå (spelkamrat till Lars Fredriksson)
- Olof Nordén d.ä., Utomskogen, Arbrå
- Olof Nordén, Nordsjö, Vallsta (inspelad av bland annat Svenskt visarkiv)
- Gustav Mattsson (1904-1963), Alfta (föregångare till Gällsbo Emil Olsson och Mauritz Callmyr)
- Myr-Hans Nilsson (1868-1956), Alfta (inspelad av radiohandlare)
- Tulpans Anders Olsson, "Tulpan" (1848–1927), Alfta (spelkamrat till Hans "Pajas" Wahlman)
- Höger-Erik Olsson (1908-), Östansjö, Vallsta, Arbrå (spelade med Vänster-Erik Olsson, inspelad av bland annat Svenskt visarkiv)
- Näs-Erik Olsson (1876–1960), Ovanåker
- Snickar-Erik Olsson, "Snickar-Ersker" Ovanåker (föregångare till Tulpans Anders Olsson, Hans "Pajas" Wahlman, Johan Orinder och Jon-Erik Öst)
- Gällsbo Emil Olsson, Alfta, senare Uppsala
- Gällsbo Jonas Olsson
- Jonas Olsson, "Olles Jonke", Galven, Alfta
- Anders Lif, "Ante Lif"
- Lillback Anders Olsson (1890–1950), Galven, Alfta (son till Lillback Olof Olsson och föregångare till Mauritz Callmyr, spelade på Skansen med Lars Fredriksson)
- Lillback Olof Olsson, Galven, Alfta (spelkamrat till Jon Ersson)
- Lillback Per Olsson
- Johan Orinder (1877–1949), Ovanåker
- Kallmyr Lars Persson, Alfta
- Sigvard Stolt (1896–1970), Galven, Alfta (inspelad av bland annat Svenskt visarkiv)
- Olof Ström, Vallsta, Arbrå
- Hans "Pajas" Wahlman (1848–1934), Alfta (spelkamrat till Tulpans Anders Olsson)
- Jon-Erik Öst (förnyare)
- Eric Öst (förnyare)

### Södra Hälsingland: Bollnäs, Hanebo och Skogs socknar
- Sörås Anders Andersson, "Rimsbo fa'rn" (1839–1925), Rimsbo, Bollnäs
- Henning Andersson (1910–1992), Långbo, Bollnäs
- Jonas Ankarhult, "Bovretsgubben" (1917–1901), Tönnånger (föregångare till Lars Törnlund)
- Carl Fredrik Apelgren (1855–1932), Hamre, Bollnäs
- Bolls-Olle Olsson, Hanebo socken (1884–1981) (föregångare till Hugo Westling, inspelad)
- Anders Eriksson, "Kasänges Anders" (1874–1939), Hällbo, Bollnäs (spelade med Magnus Olsson, "Pell-Pers Manne")
- Manne Eriksson
- Nils Frisk (1907–1987), Hällbo, Bollnäs (fiol, tramporgel och enradigt dragspel, spelkamrat till Johan Nord från samma by, föregångare till Ulf Störling)
- Olle Gustafsson Solne (1883–1943), Håkanbo och Holmsveden, Skogs socken, Hälsingland (föregångare bland annat till Bengt Åsbrink)
- Agnes Gårder (1893-), Bollnäs (folksångerska, inspelad)
- Jon Jönsson (1799–), Tönnånger (far till Olof Törnblom, "Jon-Jöns Olle")
- August Karlson (1911–), Tygsta, Trönö (tvåradigt dragspel och fiol)
- Geting-Lasse, egentligen Lars Persson (1839–1913), Söräng, Bollnäs
- Knuss-Olle
- Jon Larsson (1911–1874), Tönnånger (far till Lars Törnlund)
- Olof Larsson, "Björks Ol'larssen" (1850–1924), Hå, Bollnäs (föregångare till Magnus Olsson, "Pell-Pers Manne")
- Lars Linde
- Johan Nord (1908–), Hällbo, Bollnäs (spelkamrat till Nils Frisk från samma by, föregångare till Ulf Störling)
- Magnus Olsson, "Pell-Pers Manne" (inspelad)
- Pallas-Olle, egentligen Olov Olsson
- Per Persson, Skog (morbroder och föregångare till Olle Gustafsson Solne)
- Erik Rimström, "Rimsen"
- Verner Röstberg (1905–1991), Växsjö, Bollnäs (dragspel, morfar till Ulf Störling, inspelad)
- Johnny Schönning (1894–1966), Skog, (violinist och spelman, tecknade upp ett 50-tal låtar från Skog)
- Johan August Törnblom (1862–1933), Bastnäs, Skog (son till Olof Törnblom, "Jon-Jöns Olle")
- Olof Törnblom, "Jon-Jöns Olle" (1836–1897), Glabacken, Tönnånger
- Lars Törnlund, "Jon-Lars Lars" (1852–1923), Tönnånger (son till Jon Larsson)
- Vingel-Anders, egentligen Anders Jansson Wikström (1930–1918), Sjösveden, Bollnäs
- Olof Vahlinder (1808–1880), Själstuga, Skog
- Anders Wallin (1890–1968), Hertsjö, Bollnäs (elev och spelkamrat till Knuss-Jonas Olsson, Geting-Lasse, Erik Löf och Lars Fredriksson, föregångare till bl.a. Hugo Westling)
- Jonas Wallin
- Lars Westlin, Skog (föregångare till Olle Gustafsson Solne)
- Per Åström, Håkanbo, Skog (morbror och föregångare till Olle Gustafsson Solne)
- Nelly Östlund (Zornmärket i guld)
- Hans Norrbom "Norrbommen", 1828–1917, Stråtjära, Skog socken, flyttade 1876 till Håfven, Ore socken
- Per Jonsson Forsberg, "Hombacks-Pell" (1816–1893), Hallen, Hanebo s:n

### Östra Hälsingland: Enånger och Njutånger
- Agnes Edström (1903–), Bölan (folksångerska)
- Olle Ehn
- Johan Forsberg (1872–1948, far till Ragnar Forsberg)
- Ragnar Forsberg (1916–1986, föregångare till Bertil Westling, inspelad)
- Martin Larsson, Nianfors (föregångare till Bertil Westling)
- Holger Sjödin
- Edvin Tillberg
- Bernhard Westling (far till Bertil Westling)

## "Yngre" spelmän och grupper (födda 1920–) och inriktning
- Urban Andersson (Dragspel) (egenkomponerat och trad)
- Agö fyr (nedlagd folkmusikgrupp)
- O’tôrgs-Kaisa Abrahamsson (Zornmärket i guld, norrhälsingelåtar och egna kompositioner)
- Görgen Antonsson
- Johan Ask (norr- och mellanhälsingelåtar)
- Staffan Berg (durspel)
- Johanna Bölja Hertzberg (folksångerska)
- Draupner (folkmusikgrupp)
- Hans Ederborg (folkmusik på munspel)
- Lennart Eriksson (norrhälsingelåtar)
- Ann Elving (sydhälsingelåtar)
- Leif Elving (sydhälsingelåtar)
- Elvings spelmanskapell
- Anders Gill (norrhälsinge- och gästrikelåtar)
- Wilhelm Grindsäter
- Örjan Hans-Ers
- Jerker Hans-Ers (son till Örjan Hans-Ers)
- Peter "Puma" Hedlund (Zornmärket i guld, nyckelharpa)
- Anders Henriksson (Zornmärket i guld, Västhälsingelåtar)
- Karin Hjelm (folkmusik på dragspel)
- Huggevill
- Thore Härdelin (d.y.) (Zornmärket i guld, norr- och mellanhälsingelåtar och diverse svensk och norsk folkmusik samt egna kompositioner)
- Christer Häggmark (Nyckelharpa och fiol) (Riksspelman sedan 1986) (Ångermanländska låtar samt diverse folkmusik)
- Bengt Jonsson
- Hjalmar Jonsson (1923-2000) (folkmusik på dragspel)
- Inge Jonsson (låtar från Hälsingland med omnejd)
- Klint-Olle Jonsson (folkmusik på dragspel)
- Lena Jonsson (dotter till Bengt Jonsson, sydhälsingelåtar)
- Staffan Jonsson (son till Bengt Jonsson, sydhälsingelåtar)
- Jonssonlinjen (hälsingemusik allmänt)
- Lennart Jäderström  (fiol, gitarr mm)
- Kapten Bölja (folkvise- och folkmusikgrupp)
- Eiwor Kjellberg (mellanhälsingelåtar och egna kompositioner)
- Ronny Landstedt (fiol)
- Fredrik Lindh
- Janeric Lindh
- Hugo Ljungström (1920–2008, spelman och folkmusikforskare)
- Petter Logård
- Birger Mejer (låtar från Hälsingland, Sörmanland och Jämtland)
- Låta Myttje (egenkomponerat i traditionell stil samt diverse hälsingelåtar)
- Rune Moberg (dragspelare med folkmusikrepertoar)
- Erik Nilsson (norrhälsingelåtar)
- Anders Olsson (munspel)
- Hans-Olov Olsson (norr- och mellanhälsingelåtar)
- Vänster-Olle Olsson (son till "Olles Jonke") (sydälsingelåtar/Galven-låtar)
- Jonas Olsson
- Ovarsle (nedlagd folkmusikgrupp med bland andra Göran Westling)
- Skäggmanslaget (norr och mellanhälsingelåtar samt diverse svensk folkmusik)
- Ulf Störling (Zornmärket i guld, sydhälsingelåtar)
- Britt-Marie Swing (fiol och sång, norrhälsingelåtar)
- Hanna Tibell
- Robert Westerlund (riksspelman på låtar av Jon-Erik Hall)
- Bertil Westling (östhälsingelåtar)
- Hugo Westling (sydhälsingelåtar)
- Thomas Westling (sydhälsingelåtar, svensk och norsk folkmusik)
- Thomas von Wachenfeldt (norrhälsingelåtar)
- Esbjörn Wettermark (klarinett, östhälsingelåtar)
- Palle Åberg (dragspel)
- Maria Öst (barnbarn till Jon-Erik Öst)
- Gunnar Östergårds (sydhälsingelåtar)
- Nelly Östlund (Zornmärket i guld, sydhälsinge- och dalalåtar)
- Dan Palmqvist
- Renate Krabbe (f.d. Persson) spelade med Gällsbo Emil Olsson)
- Tomas Wernh (durspel)